# Traversella
Traversella is een gemeente in de Italiaanse provincie Turijn (regio Piëmont) en telt 372 inwoners (31-12-2004). De oppervlakte bedraagt 39,4 km², de bevolkingsdichtheid is 9 inwoners per km².
De volgende frazioni maken deel uit van de gemeente: Chiara, Cappia, Succinto, Delpizzen, Fondo, Tallorno, Tissone, Gaido

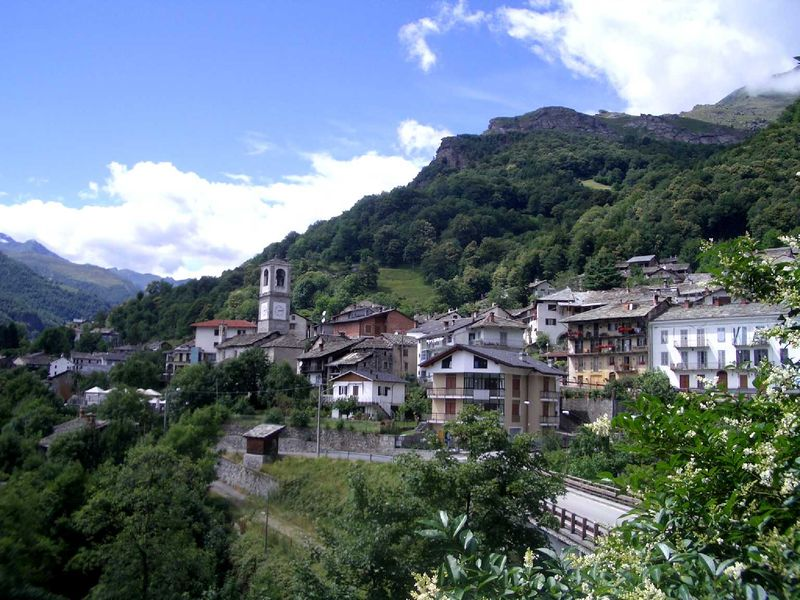
Gezicht op Traversella

## Demografie
Traversella telt ongeveer 202 huishoudens. Het aantal inwoners daalde in de periode 1991-2001 met 16,1% volgens cijfers uit de tienjaarlijkse volkstellingen van ISTAT.
| Jaar | Inwoneraantal |
| ---- | ------------- |
| 1991 | 460           |
| 2001 | 386           |

## Geografie
De gemeente ligt op ongeveer 827 m boven zeeniveau.
Traversella grenst aan de volgende gemeenten: Pontboset (AO), Donnas (AO), Valprato Soana, Quincinetto, Ronco Canavese, Tavagnasco, Brosso, Trausella, Meugliano, Ingria, Frassinetto, Vico Canavese, Castelnuovo Nigra.
1. ↑  https://demo.istat.it/?l=it.